# Scleria greigiifolia
Scleria greigiifolia är en halvgräsart som först beskrevs av Henry Nicholas Ridley, och fick sitt nu gällande namn av Charles Baron Clarke. Scleria greigiifolia ingår i släktet Scleria och familjen halvgräs. Inga underarter finns listade i Catalogue of Life.